# چارلز ای لایسرسان
چارلز ای لایسرسان (انگلیسی: Charles E. Leiserson؛ زادهٔ ۱۰ نوامبر ۱۹۵۳) یک دانشمند رایانه اهل ایالات متحده آمریکا است.
وی متخصص در تئوری رایانش موازی و رایانش توزیع شده و از جمله اساتید مؤسسه فناوری ماساچوست است. تأسیس شرکت Cilk Arts, Inc (هم‌اکنون زیرمجموعه اینتل) و نیز توسعه زبان مالتی‌ترد Cilk از جمله فعالیت‌های مهم دوران کاری او به‌شمار می‌رود. لایسرسان همچنین یکی از چهار نویسندهٔ کتاب معروف مقدمه‌ای بر الگوریتم‌ها است؛ کتابی که در جامعه دانشگاهی عموماً با سرنام تشکیل‌شده از نام‌خانوادگی نویسندگانش (CLRS) شناخته می‌شود. وی برندهٔ تعدادی از جوایز مهم حوزهٔ علم و فناوری از جمله جایزه تز دکترای انجمن ماشین‌های حسابگر (ای‌سی‌ام) در سال ۱۹۸۲ و نیز جایزه آموزشی تیلور بوث از موسسه مهندسان برق و الکترونیک (IEEE) در سال ۲۰۱۴ است.